# Come Around Sundown
Come Around Sundown ist das fünfte Studioalbum der US-amerikanischen Rockband Kings of Leon, das im Oktober 2010 erschien.

## Entstehung und Veröffentlichung
Die Erstveröffentlichung von Come Around Sundown erfolgte am 15. Oktober 2010 bei RCA Records. Das Album erschien in seiner Originalausführung als CD (Katalognummer: 88697-64968 2), Download und LP (Katalognummer: 88697-64968 1) mit 13 Titeln. Am gleich Tag erschien eine Deluxeausführung mit Bonus-EP (Katalognummer: 88697786652).
Geschrieben wurden alle Lieder gemeinsam von den Kings-of-Leon-Mitgliedern Caleb, Jared, Matthew und Nathan Followill. Für die Produktion aller Lieder zeichneten Jacquire King und Angelo Petraglia verantwortlich.

## Titelliste
1. The End – 4:24
2. Radioactive – 3:26
3. Pyro – 4:10
4. Mary – 3:25
5. The Face – 3:28
6. The Immortals – 3:28
7. Back Down South – 4:01
8. Beach Side – 2:50
9. No Money – 3:05
10. Pony Up – 3:04
11. Birthday – 3:15
12. Mi Amigo – 4:06
13. Pickup Truck – 4:44

## Singleauskopplungen
| Jahr | Titel       | Höchstplatzierung, Gesamtwochen, AuszeichnungChartplatzierungen (Jahr, Titel, , Platzierungen, Wochen, Auszeichnungen, Anmerkungen) | Höchstplatzierung, Gesamtwochen, AuszeichnungChartplatzierungen (Jahr, Titel, , Platzierungen, Wochen, Auszeichnungen, Anmerkungen) | Höchstplatzierung, Gesamtwochen, AuszeichnungChartplatzierungen (Jahr, Titel, , Platzierungen, Wochen, Auszeichnungen, Anmerkungen) | Höchstplatzierung, Gesamtwochen, AuszeichnungChartplatzierungen (Jahr, Titel, , Platzierungen, Wochen, Auszeichnungen, Anmerkungen) | Höchstplatzierung, Gesamtwochen, AuszeichnungChartplatzierungen (Jahr, Titel, , Platzierungen, Wochen, Auszeichnungen, Anmerkungen) | Höchstplatzierung, Gesamtwochen, AuszeichnungChartplatzierungen (Jahr, Titel, , Platzierungen, Wochen, Auszeichnungen, Anmerkungen) | Anmerkungen                                                 |
| Jahr | Titel       | DE | AT | CH | UK | US | Rock | Anmerkungen                                                 |
| ---- | ----------- | --- | --- | --- | --- | --- | --- | ----------------------------------------------------------- |
| 2010 | Radioactive | DE41 (6 Wo.)DE | AT30 (10 Wo.)AT | CH69 (1 Wo.)CH | UK7 Gold · (9 Wo.)UK | US37 (5 Wo.)US | Rock1 (20 Wo.)Rock | Erstveröffentlichung: 6. September 2010 Verkäufe: + 470.000 |
| 2010 | The End     | — | — | — | — | US82 (1 Wo.)US | — | Erstveröffentlichung: 23. Oktober 2010                      |
| 2010 | Pyro        | DE48 (5 Wo.)DE | AT43 (1 Wo.)AT | CH74 (2 Wo.)CH | UK69 Gold · (1 Wo.)UK | — | Rock16 (12 Wo.)Rock | Erstveröffentlichung: 22. November 2010 Verkäufe: + 495.000 |

## Rezensionen
Josef Gasteiger von laut.de bezeichnete The Immortals als Hammertrack, kritisierte allerdings Pyro, Mary und The Face, die fast zu relaxt daherplätschern. Maximilian Nitzke von cdstarts.de sagte, dass "Back Down South" einfach nur ein schöner Track sei, der zum Ausspannen einlade und sich gar nicht erst damit abmühe, wie ein Meisterwerk zu sein. Er vergab acht von zehn Sternen.

## Kommerzieller Erfolg

### Chartplatzierungen
Come Around Sundown avancierte zum Nummer-eins-Erfolg in Australien, Belgien-Flandern, Deutschland, Neuseeland, Österreich, der Schweiz und dem Vereinigten Königreich.
| ChartsChartplatzierungen       | Höchstplatzierung | Wochen |
| ------------------------------ | ----------------- | ------ |
| Deutschland (GfK)              | 1 (31 Wo.)        | 31     |
| Österreich (Ö3)                | 1 (19 Wo.)        | 19     |
| Schweiz (IFPI)                 | 1 (26 Wo.)        | 26     |
| Vereinigte Staaten (Billboard) | 2 (37 Wo.)        | 37     |
| Vereinigtes Königreich (OCC)   | 1 (46 Wo.)        | 46     |

| ChartsJahrescharts (2010)      | Platzierung |
| ------------------------------ | ----------- |
| Deutschland (GfK)              | 45          |
| Österreich (Ö3)                | 21          |
| Schweiz (IFPI)                 | 48          |
| Vereinigte Staaten (Billboard) | 97          |
| Vereinigtes Königreich (OCC)   | 11          |

### Auszeichnungen für Musikverkäufe
| Land/Region                  | Auszeichnungen für Musikverkäufe (Land/Region, Auszeichnung, Verkäufe) | Verkäufe    |
| ---------------------------- | ---------------------------------------------------------------------- | ----------- |
| Australien (ARIA)            | 2× Platin                                                              | 140.000     |
| Belgien (BRMA)               | Gold                                                                   | 15.000      |
| Dänemark (IFPI)              | Platin                                                                 | 20.000      |
| Deutschland (BVMI)           | Platin                                                                 | 200.000     |
| Europa (IFPI)                | Platin                                                                 | (1.000.000) |
| Finnland (IFPI)              | Gold                                                                   | 10.803      |
| Irland (IRMA)                | 3× Platin                                                              | 45.000      |
| Kanada (MC)                  | Platin                                                                 | 80.000      |
| Neuseeland (RMNZ)            | 2× Platin                                                              | 30.000      |
| Niederlande (NVPI)           | Gold                                                                   | 25.000      |
| Österreich (IFPI)            | Platin                                                                 | 20.000      |
| Polen (ZPAV)                 | Platin                                                                 | 20.000      |
| Portugal (AFP)               | Gold                                                                   | 10.000      |
| Vereinigte Staaten (RIAA)    | Gold                                                                   | 776.000     |
| Vereinigtes Königreich (BPI) | 3× Platin                                                              | 900.000     |
| Insgesamt                    | 5× Gold · 16× Platin ·                                                 | 2.291.000   |

Hauptartikel: Kings of Leon/Auszeichnungen für Musikverkäufe